# Prinses Irenebuurt
Prinses Irenebuurt est un quartier d'Amsterdam qui fait partie de l'arrondissement (stadsdeel) d'Amsterdam Zuid. Il tire son nom de la Prinses Irenestraat qui le traverse d'est en ouest, artère qui a reçu en 1953 le nom de la princesse Irène des Pays-Bas, deuxième fille de la reine Juliana. Il est délimité par le Zuider Amstelkanaal au nord, le périphérique A10 au sud, et le Beatrixpark à l'est.
Le quartier a été construit pour l'essentiel entre 1954 et 1958.

## Transports
À l'extrémité méridionale du quartier se trouve la gare d'Amsterdam-Sud, ouverte en décembre 1978, l'une des trois gares les plus fréquentées de la ville. Elle est enserrée entre les deux voies du périphérique A10. De cette gare, les trains desservent notamment la gare de l'aéroport d'Amsterdam-Schiphol. C'est aussi un nœud important des transports urbains, desservi par les lignes 50, 51 et 52 du métro d'Amsterdam, le tramway (ligne 25) et le bus.

## Lieux et monuments

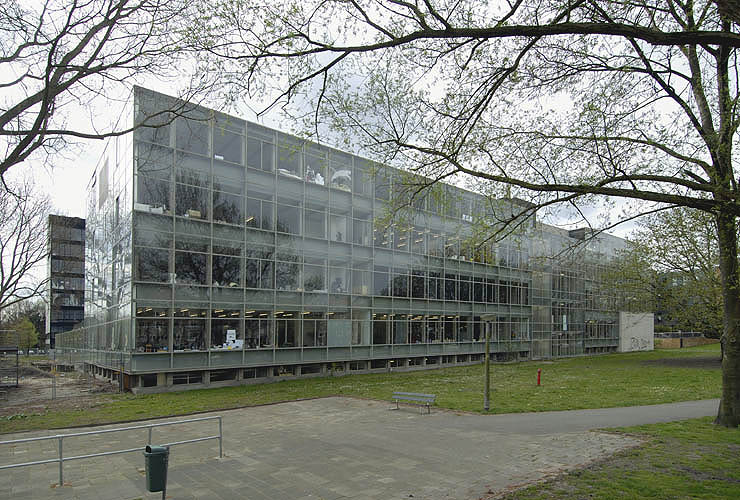
Bâtiment de l'Académie Gerrit Rietveld.

- Académie Gerrit Rietveld, école d'art et de design. Elle s'est installée en 1967 dans un bâtiment construit par l'architecte néerlandais Gerrit Rietveld.